# Sover
Sover (Soér in trentino) è un comune italiano di 793 abitanti della provincia di Trento in Trentino-Alto Adige, in val di Cembra.

## Storia

### Simboli
Lo stemma è stato adottato con delibera del consiglio comunale n. 140 del 6 dicembre 1983 e approvato con deliberazione della Giunta provinciale n. 1140/2-B del 27 gennaio 1984, modificato con D.G.P. del 31 agosto 1984, n. 7938.
Il verde dei monti è il colore naturale dei boschi mentre l'argento dello sfondo si riferisce alle nevi; la graticola è lo strumento del martirio di san Lorenzo, patrono di Sover; le fronde di alloro sono poste a ricordo dei sanguinosi combattimenti sostenuti dalle milizie locali contro le truppe napoleoniche.
Uno stemma precedente era stato adottato con deliberazione n. 5 dd. 13.2.1980 del Consiglio comunale e approvato con D.G.P. del  14 novembre 1980 n. 13427/2-B: Ramo di pino cimbro, su campo verde, sormontato da cime montane.
Gonfalone
Lo stemma è stato approvato con D.G.P. del 7 giugno 1985, n. 5238.

## Monumenti e luoghi d'interesse
- Chiesa di San Lorenzo.
- Chiesa di San Leonardo, nella frazione di Montesover.
- Chiesa di Santa Barbara, nella frazione di Piscine.

## Società

### Evoluzione demografica
Abitanti censiti

## Amministrazione
| Periodo           | Periodo           | Primo cittadino   | Partito      | Carica  | Note   |
| ----------------- | ----------------- | ----------------- | ------------ | ------- | ------ |
| 9 maggio 2005     | 15 maggio 2010    | Alessandro Svaldi | Lista civica | Sindaco |        |
| 16 maggio 2010    | 22 settembre 2020 | Carlo Battisti    | Lista civica | Sindaco |        |
| 22 settembre 2020 | in carica         | Rosalba Sighel    | Lista civica | Sindaco | [ 10 ] |